# Lozari (Buje)
Pour les articles homonymes, voir Lozari.
Lozari (en italien : Lozari) est une localité de Croatie située en Istrie, dans la municipalité de Buje, dans le comitat d'Istrie. En 2001, la localité comptait 19 habitants.

## Démographie
| 1948 | 1953 | 1961 | 1971 | 1981 | 1991 | 2001 |
| ---- | ---- | ---- | ---- | ---- | ---- | ---- |
| 134  | 86   | 74   | 39   | 25   | 20   | 19   |